# نيكولاس ديركس
نيكولاس ديركس (بالإنجليزية: Nicholas Dirks)‏ هو مؤرخ أمريكي، ولد في 1950 في إلينوي في الولايات المتحدة.